# Чистопольє (Шадрінський район)
Чистопо́льє (рос. Чистополье) — присілок у складі Шадрінського району Курганської області, Росія. Входить до складу Батуринської сільської ради.
Населення — 5 осіб (2010, 20 у 2002).
Національний склад станом на 2002 рік: росіяни — 80 %.